# Sacred Cowboys
Sacred Cowboys é uma banda de música australiana de pós-punk formada por vários colegas actores e realizadores.
W.Earl Brown, um dos protagonistas da série Deadwood é o líder, e a ele juntaram-se Peter Spirer, realizador da série televisiva Dunsmore, Jeff Robertson, Stephen Quadros, Tony Cavazo, Ralph Stevens e Mike Johnstone, este último que conheceu na rodagem de Deadwood.

## Histórico
Sacred Cowboys foi formada no início de 1982 em Melbourne com Terry Doolan na guitarra (ex-Fizztops), Janis Friedenfelds (também conhecido como Johnny Crash) na bateria, Mark Ferrie na guitarra (ambos ex -  Models), Ian Forrest nos teclados (ex-True Wheels), Garry Gray] nos vocais (ex-The Reals, The Negatives) e Andrew Picouleau no baixo (ex-Metronomes, Popgun Men, X-Ray-Z).